# Наутиз
| Название                  | Пра- германское  | Древне- английское | Древне- скандинавское | Древне- скандинавское |
| ------------------------- | ---------------- | ------------------ | --------------------- | --------------------- |
| Название                  | *Naudiz          | Nȳd                | Nauðr                 | Nauðr                 |
| Название                  | «нужда, лишения» |                    |                       |                       |
| Форма                     | Старший футарк   | Футорк             | Младший футарк        | Младший футарк        |
| Форма                     |                  |                    |                       |                       |
| Unicode                   | ᚾ U+16BE         | ᚾ U+16BE           | ᚾ U+16BE              | ᚿ U+16BF              |
| Транслитерация            | n                | n                  | n                     | n                     |
| Транскрипция              | n                | n                  | n                     | n                     |
| МФА                       | [n]              | [n]                | [n]                   | [n]                   |
| Позиция в руническом ряду | 10               | 10                 | 8                     | 8                     |

На́удиз или На́утиз (ᚾ) — десятая руна старшего и англосаксонского футарка, восьмая руна младшего футарка.
Означает звук [n].
Реконструированное название старшей руны — *nauðiz или *naudiz, что на прагерманском значит «нужда».
В англосаксонском футарке называлась Nȳd, что на древнеанглийском буквально значит «нужда», «потребность», «тоска».
В младшем футарке называлась nauð или nauðr (др.-сканд. нужда). Есть два варианта её написания: обычный (или датский) ᚾ, и сокращённый (или шведско-норвежский) ᚿ.
Также от неё происходят две пунктированные руны: ᚿ (n) и ᛀ (пунктированная n).

## Упоминания в рунических поэмах[1]
| Поэма            | Оригинал | Перевод |
| ---------------- | --- | --- |
| Англосаксонская  | Nied biþ nearu on bréstan; · weorþeþ híe þeah oft níþa bearnum tó helpe ond tó hælu gehwhæþre, · gif híe hlystaþ æror. | Нужда тесна на груди, но становится она часто сынам человеческим и в помощь, и в спасение — если она услышана заранее |
| Старонорвежская  | Nauðr gerer næppa koste; nøktan kælr í froste.                                                                         | Нужда — это тяжкая доля; голому холодно на морозе.                                                                    |
| Древнеисландская | Nauð er þýjar þrá ok þungr kostr ok vássamlig verk.                                                                    | Нужда — это боль красавицы и тяжкая доля и чёрная работа.                                                             |